# Dichotomius nevermanni
Dichotomius nevermanni är en skalbaggsart som beskrevs av Luederwaldt 1935. Dichotomius nevermanni ingår i släktet Dichotomius och familjen bladhorningar. Inga underarter finns listade i Catalogue of Life.